# Baía Falsa

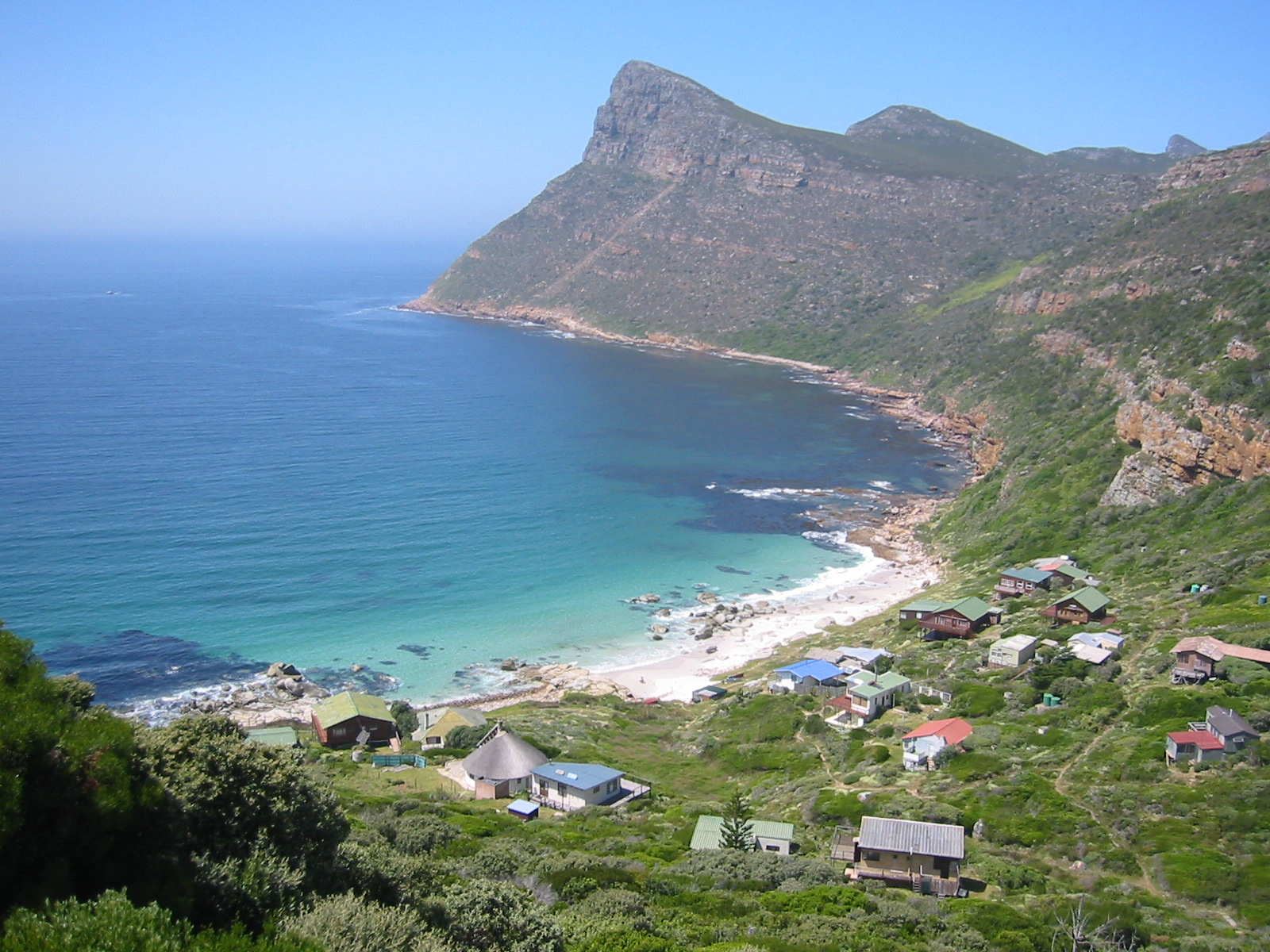
Vista parcial da Smitswinkel Bay, uma pequena baía dentro da Baía Falsa

A Baía Falsa (africânder: Valsbaai), ou Golfo dentro das Serras, é uma superfície de água definida pela Península do Cabo e pelo Cabo Hangklip (neerlandês: "pedra de pendurar") ou, em português, Ponta Espinhosa a leste. A Ponta do Cabo e o Cabo da Boa Esperança ficam bastante próximos um do outro na extremidade sul da Península do Cabo.

## Descrição e Localização

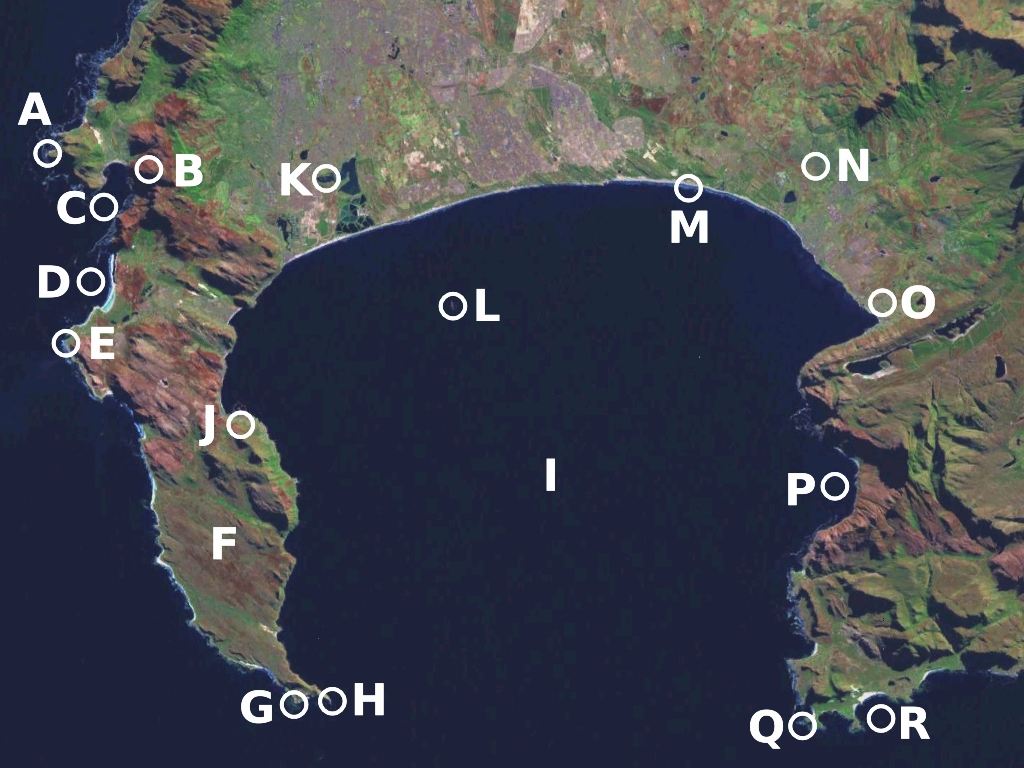
Imagem Landsat da Baía

As costas leste e oeste da baía são bastante rochosas, mesmo montanhosas; já a costa norte é constituída por uma praia arenosa bastante longa e de declive suave. Este perímetro norte é o início da zona conhecida como Baixas do Cabo, bastante urbanizada devido à proximidade do centro da Cidade do Cabo. A baía tem uma largura máxima de 30 quilómetros.
Legenda do mapa à direita:
- A: Duikerpunt
- B: Constantiaberg
- C: Hout Bay
- D: Baía Chapman
- E: Slangkoppunt
- F: Península do Cabo
- G: Cabo da Boa Esperança
- H: Ponta do Cabo
- I: Baía Falsa
- J: Simon's Town
- K: Reserva da Natureza de Rondevlei
- L: Ilha Seal
- M: Strand
- N: Somerset West
- O: Gordon's Bay
- P: Baía de Spark
- Q: Cabo Hangklip (Ponta Espinhosa)
- R: Baía Hol

## História
Bartolomeu Dias referiu-se à baía em 1488 como Golfo dentro das Serras. O nome "Baía Falsa" foi aplicado há pelo menos trezentos anos por marinheiros que a confundiam com a Baía da Mesa a norte. Segundo Schirmer (1980), a confusão surgiu porque os marinheiros que regressavam das Índias Holandesas Orientais inicialmente confundiam a Ponta do Cabo com o Cabo Hangklip, que são algo semelhantes.

## Clima
O clima é mediterrânico, com verões amenos e secos e invernos frescos e húmidos. No inverno ocorrem perigosas tempestades e ventos fortes de noroeste. A Baía Falsa está exposta a ventos de sueste no verão e as suas águas são aproximadamente 6°C mais quentes que as da Baía da Mesa, devido à influência da corrente quente das Agulhas.

## Vida marinha e lazer
A pesca é abundante na Baía Falsa e por vezes surgem grandes cardumes de snoek, um peixe gordo semelhante à barracuda bastante apreciado na região. A pesca à linha nas costas rochosas dos dois lados da baía é bastante popular, mas muito perigosa. A forma da baía cria padrões de interferência nas vagas vindas do Oceano Antárctico; estes padrões combinam-se ocasionalmente para formar ondas gigantes que sobem sem aviso e varrem os rochedos de arenito bem acima da marca da maré alta. Ao longo dos anos, dezenas de pescadores têm sido arrastados e afogados, mas isso não tem arrefecido o entusiasmo por este desporto.
Há uma pequena ilha de granito na baía, chamada ilha Seal ("foca" em inglês), que é um dos principais locais de criação do Leão-marinho do Cabo. os leões-marinhos atraem um grande número de Tubarões-brancos, e alguns dos maiores tubarões já vistos foram observados nestas águas. Estes tubarões são famosos pela forma como saltam fora da superfície da água ao caçarem os leões-marinhos. Apesar disso, a natação, o surfe, a arte de velejar, e o mergulho são passatempos populares na baía, em centros como Muizenberg, Kalk Bay, Smitswinkel Bay, a Strand e Gordon's Bay. Os ataques de tubarões não são desconhecidos, mas também não são comuns.

## Desenvolvimento e Impacto Humano
Apesar de forte desenvolvimento urbano em algumas zonas da Baía Falsa, muita da zona costeira permanece relativamente selvagem e preservada. O grosso do desenvolvimento é de carácter residencial; existe pouca indústria pesada. Há no entanto algumas excepções: uma das maiores fábricas de dinamite do mundo fica perto da praia, na direcção leste da baía, mais selvagem e desabitada. A fábrica de nitroglicerina deste complexo explodiu duas vezes na segunda metade do século XX e enviou ondas de choque gigantescas por toda a baía, estilhaçando janelas e sacudindo paredes em costas distantes. A Baía Falsa é extremamente escassa em portos naturais; praticamente todos os portos foram construídas pelo homem (e.g. at Kalkbaai, Simon's Town and Gordon's Bay). 

### Base naval em Simon's Town
A famosa base naval de Simon's Town situa-se na baía, sensivelmente a meio da Península do Cabo. Durante a Segunda Guerra Mundial foram montadas diversas armas de artilharia pesada em bunkers de betão em diversos pontos das costas rochosas da Baía Falsa, de forma a desencorajar ataques a Simon's Town. O poder de fogo e localização protegida destas armas era formidável, e nunca foi esboçado nenhum ataque. As armas foram removidas há décadas, mas os bunkers permanecem, degradando-se lentamente.